# Замок Гудрич
Замок Гудрич (англ. Goodrich Castle) — руины нормандского средневекового замка в деревне Гудрич, Херефордшир, Англия. Замок контролировал стратегически важную территорию между Монмутом и Росс-он-Уаем. Поэт Уильям Вордсворт назвал его «благороднейшими руинами в Херефордшире», а историк Адриан Петтифер считал «самым великолепным [замком] в графстве и одним из лучших образцов английской военной архитектуры».

## История

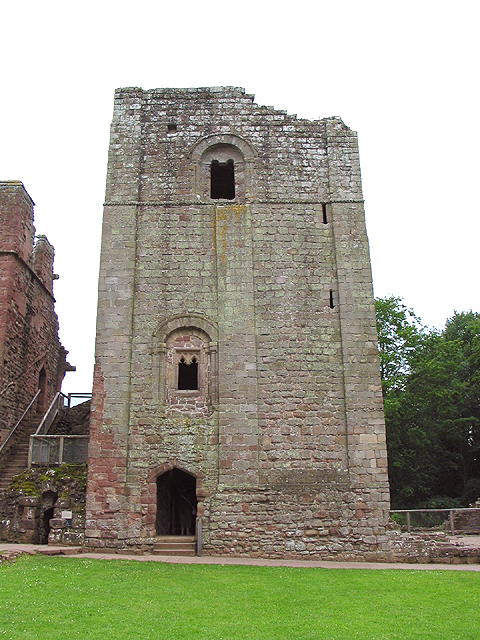
Донжон

Замок Гудрич, вероятно, был построен англо-саксонским тэном Годриком из Мапстоуна после нормандского завоевания Англии. В середине XII века оригинальный деревянный замок был заменён каменным донжоном, а затем в конце XIII века он был значительно расширен и обрёл концентрическую форму, сочетающую роскошные жилые помещения с серьёзными оборонительными укреплениями. Удачный дизайн Гудрича в последующие годы повлиял на многие другие постройки по всей Англии. Он был резиденцией могущественной семьи Толботов, но в поздние тюдоровские времена вышел из моды.
Во время гражданской войны в Англии в 1640-х годах замок Гудрич сначала удерживали парламентские силы, а затем роялисты. В 1646 году после осады замок был взят полковником Джоном Бёрчем с помощью огромной мортиры «Ревущая Мэг» (англ. Roaring Meg), а затем разрушен. 
В конце XVIII века живописные руины замка Гудрич были изображены на полотнах многих известных пейзажистов (например, Дэвида Кокса) и фигурировали в стихах (в том числе Генри Нила); история замка послужила источником вдохновения для знаменитого стихотворения Вордсворта «Нас семеро» 1798 года. К XX веку замок превратился в популярную туристическую достопримечательность; в настоящее время он включён в список памятников архитектура I* степени, управляется фондом «Английское наследие» и открыт для посетителей.